# Horizon Pictures
Horizon Pictures Ltd est une société de production cinématographique britannique créée en 1947.

## Histoire
La société est fondée par les producteurs Sam Spiegel et John Huston en 1947.
Elle produit, en 1951, L'Odyssée de l'African Queen de John Huston, qui quitte la société après cela.
Ensuite, elle produit deux films de David Lean : Le Pont de la rivière Kwaï (1957) et Lawrence d'Arabie (1962), films qui remportent tout deux l'Oscar du meilleur film et de nombreuses autres récompenses.

## Liste non exhaustive des films produits
- 1951 : L'odyssée de l'Africain Queen
- 1956 : Le Pont de la rivière Kwaï
- 1962 : Lawrence d'Arabie
- 1967 : La Nuit des généraux
- 1968 : Le Plongeon
- 1971 : Nicolas et Alexandra